# Luciano Simoni
Luciano Simoni (* 1932 in Italien; † 2010) war ein italienischer Komponist und Wissenschaftler.

## Leben
Luciano Simoni war Komponist, aber auch Ingenieur und Wissenschaftler, als ordentlicher Professor an der Universität Bologna. Als Komponist wurde Luciano Simoni von Lino Liviabella angeleitet, Kompositionslehrer und Direktor des Konservatoriums von Bologna und Schüler von Ottorino Respighi. Simoni studierte bei Liviabella Harmonie, Instrumentierung und Kontrapunkt. Zur gleichen Zeit besuchte er Kurse an der Fakultät für Ingenieurwissenschaften der Universität Bologna, die er im Juli 1959 mit Auszeichnung abschloss.
Nach seinem Universitätsabschluss setzte er seine intensive kompositorische Tätigkeit fort: In den Jahren 1960–61 komponierte er seine 1. Sinfonie op.11 für großes Orchester, mit der er sich 1975 bei einer symphonischen Auswahl bewarb, die von der Cassa Nazionale Musicisti ausgerichtet wurde. Die Kommission sprach dem völlig unbekannten Komponisten den prestigeträchtigen Einzelpreis zu, was das Leben von Luciano Simoni veränderte, der sich von nun an mit neuer Kraft der musikalischen Komposition widmete.
Von 1983 bis 1988 und von 1993 bis 1997 wurde Simoni Vertreter der Musiker im Vorstand des Teatro Comunale di Bologna. Dies ermöglichte ihm den Kontakt mit der offiziellen Musikwelt, ganz anders als von der Universität.

Luciano Simoni verstarb im Jahr 2010.

## Werk
Als wichtige Aufführungen seiner Werke sind die Aufführung der Missa solemnis, anlässlich des 900. Jubiläums der Universität Bologna 1988, unter der Leitung von Othmar Mága zu nennen. Zu den zahlreichen Aufführungen symphonischer und kammermusikalischer Werke gehört das Eröffnungskonzert der Spielzeit des Teatro Comunale di Bologna 1997 mit der Kantate Hymni sowie am 29. Dezember 2000 die Uraufführung der Missa Festa, gewidmet Kardinal Giacomo Biffi zum 50. Jahrestag seiner Priesterweihe, aufgeführt mit dem Arturo-Toscanini-Orchester in der Kathedrale von Bologna. Am 26. Januar 2002 kam im Teatro Comunale von Bologna bei einem außergewöhnlichen Konzert für die Europäische Union sein Concerto per l’Europa per pianoforte e orchestra op.50 zur Aufführung, mit Giuseppe Albanese am Klavier und unter Leitung von Othmar Mága.
Um sich ganz der Komposition zu widmen, entschloss sich Simoni, vorzeitig seine Professur zurückzuziehen. 

Sein Name als Komponist verbreitete sich nun zunehmend auch im Ausland. 

Am 16. September 2005 wurden in Târgu Mureș in Rumänien, im Konzert zum Gedenken an Johannes Paul II., das Magnificat und das Requiem della Misericordia aufgeführt. Der große Erfolg veranlasste die Veranstalter zu weiteren „Komponistenabenden“. Am 7. September 2006 die Uraufführung der 5. Symphonie op.63; am 29. Juni 2007 eine neue Aufführung der Missa Solemnis op.28, am 25. September 2008 die Uraufführung des Cellokonzerts und einer neuen Aufführung der 1. Symphonie. Alle Konzerte wurden von der Târgu-Mures Philharmonie unter der Leitung von Romeo Rimbu aufgeführt.
Auch in Bologna wurde der Komponist im September 2006 mit einem Komponistenabend „Hommage an Simoni“ gefeiert sowie in den Jahren 2007 und 2008 mit Konzerten des Ensemble Respighi-Orchesters, die große Erfolge erzielten.